# Viktor Tietz
Viktor Tiez (Rumburg, 13 aprile 1859 – Karlovy Vary, 8 dicembre 1937) è stato uno scacchista cecoslovacco di etnia tedesca.

## Biografia
Nel 1888 fu tra i fondatori del circolo scacchistico viennese Der Neue Wiener Schachklub.
Nel 1889 si classificò 7º nel sesto congresso tedesco di Breslavia (Hauptturnier A), vinto da Emanuel Lasker.
Nel 1902 vinse il torneo triangolare di Carlsbad, davanti a David Janowski e Moritz Porges.
Inventò il sistema di spareggio per i pari classificati noto come spareggio Tietz.
Il suo nome è legato alla vita scacchistica di Karlovy Vary. Fu tra i principali organizzatori di quattro famosi tornei internazionali: Carlsbad 1907, Carlsbad 1911, Carlsbad 1923 e Carlsbad 1929.
Il circolo scacchistico di Karlovy Vary, Karlovarský šachklub Tietz, è intitolato al suo nome.
Di professione era un agente delle tasse del governo austro-ungarico.
Una sua partita: Viktor Tietz - Carl Schlechter, Carlsbad 1906